# Budzyn
Budzyn, junto con el subcampo de Majdanek, fue un campo de concentración nazi situado en Polonia. Fue creado el 11 de enero de 1942 y clausurado el 29 de abril de 1945 por tropas norteamericanas. Fue dirigido por Otto Hantke.

## Historia
Budzyn está situado a unos 5 km de Kraśnik. Se instaló durante el otoño de 1942 con sus primeros 500 prisioneros judíos y otros que llegaron posteriormente a principios de 1943 tras cerrarse los ghetos de Bełżyce, Varsovia (800 judíos deportados) y Hrubieszów. En 1943 la población de prisioneros alcanzó los 3000, incluyendo 300 mujeres y niños y a fecha de 15 de marzo de 1944, la lista oficial era de 2457 judíos, incluyendo 319 mujeres. Este número de prisioneros era más bajo que en 1943 como resultado de las ejecuciones efectuadas por la S.S..
Es de destacar que la mayoría de los prisioneros fueron destinados a la fábrica de aviones Heinkel.
- Datos: Q5734941